# 大树镇 (奉节县)
大树镇，是中华人民共和国重庆市奉节县下辖的一个乡镇级行政单位。

## 行政区划
大树镇下辖以下地区：
石堰社区、大树村、关山村、兰靛村、青莲村、同庆村、花剪村、茶园村、老龙村、凤仙村、庙岭村、宝华村、梅子村、岩仙村、槽木村和上磨村。